# Messa in carta
La messa in carta è la rappresentazione grafica della tessitura. Comprende gli schemi, i segni, i numeri, il complesso di istruzioni seguendo le quali è possibile costruire un tessuto. 
- il quadretto bianco indica che il filo di ordito passa sotto alla trama (riposo).
- Il quadretto nero indica che il filo di ordito passa sopra al filo di trama (alzata).
- quando vi sono più quadretti neri consecutivi in verticale abbiamo una slegatura d'ordito.

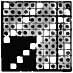
Messa in carta di saia a 5

- quando vi sono più quadretti bianchi consecutivi in orizzontale abbiamo una slegatura di trama.

## Esempio di messa in carta
Di seguito riportiamo un esempio di messa in carta di una saia 2:2.

### Schema del tessuto
Un tessuto si rappresenta con uno schema quadrettato con i quadretti colorati in bianco e nero. I due colori non hanno nessun legame con l'effettivo colore dei fili, i quadretti bianchi indicano che il filo d'ordito passa davanti a quello di trama, quelli neri che il filo di trama passa davanti a quello d'ordito.

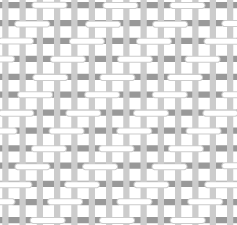
Tessuto in saia 2:2 batavia

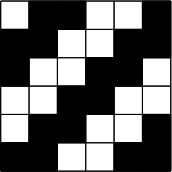
Schema dell'armatura saia batavia

A sinistra si può vedere il disegno di un tessuto a saia 2:2, detto batavia, a destra la sua rappresentazione grafica coi quadretti. I due quadretti neri consecutivi orizzontali indicano una slegatura di trama, il filo di trama passa davanti a due fili d'ordito; i due quadretti bianchi consecutivi verticali indicano una slegatura d'ordito, il filo di ordito passa davanti a due fili di trama.
La misura minima dello schema di armatura, quanti quadretti ci vogliono al minimo per rappresentarla, si chiama rapporto d'armatura. Per la saia batavia il rapporto è 4.

### Schema dell'armatura
L'armatura è la movimentazione dei fili d'ordito che determina il tipo di tessuto. Il suo schema si chiama rimettaggio e si descrive con un disegno che indica con che ordine e in che liccio passano i fili d'ordito.

### Schema dei pedali
È lo schema che indica la sequenza, con la quale ad ogni battuta, si schiacciano i pedali, che a loro volta muovono i licci. Per la saia batavia, con i pedali collegati diretti ai licci, è: 1-2, 2-3, 3-4, 4-1.